# Чіва (Вайоц-Дзор)
Чіва (вірм. Չիվա) — село в марзі Вайоц-Дзор, на півдні Вірменії. Село розташоване на лівому березі річки Єлпін, яка є правою притокою річки Арпа, на трасі Єреван — Степанакерт, за 19 км на захід від міста Єхегнадзор, поруч з селами Арені, Рінд та Єлпін.